# Noferirkaré naptemploma
Noferirkaré naptemploma egyike azon ókori egyiptomi naptemplomoknak, amelyeket Ré napisten tiszteletére emeltek az V. dinasztia idején. Összesen hat ilyen templom létezése alátámasztható régészeti adatokkal; közülük egyedül Uszerkaf, valamint Niuszerré naptemplomának a pontos helye ismert. Noferirkaré naptemplomának helye napjainkig nem ismert, annak ellenére, hogy a korabeli forrásokban gyakrabban fordul elő említése, mint bármelyik másik naptemplomé. Ókori neve, a Szetibré (st-ỉb-rˁ.w) jelentése: „Ré kedvenc helye”.

## Említései

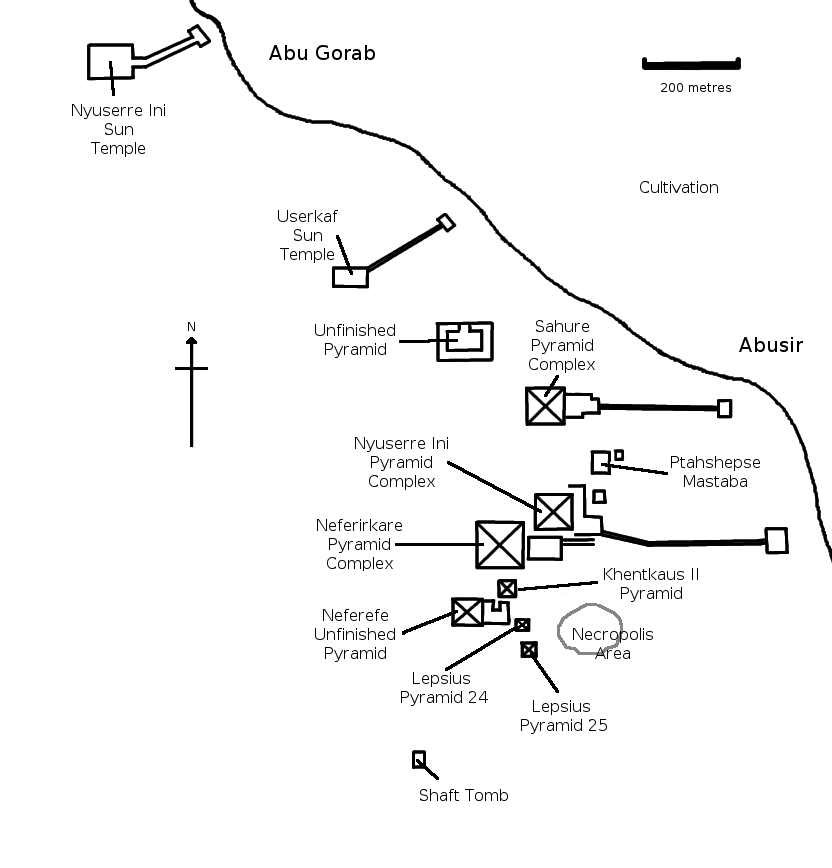
Az abuszíri nekropolisz

Annak ellenére, hogy elhelyezkedése a mai napig nem ismert, a korabeli forrásokban ez a leggyakrabban említett templom az V. dinasztia hat ismert naptemploma közül. Az épületet említő két legfontosabb forrás, a palermói kő és az abuszíri papiruszok alapján felépítése elég jól rekonstruálható; előbbiből tudni, hogy a templomhoz tartozott egy obeliszk, a déli sarkán egy bárka számára kialakított építmény, valamint két, rézből készült, nyolc könyök hosszú bárka. Az abuszíri papiruszok, melyek főleg kultikus és gazdasági épületekkel foglalkoznak, további épületrészeket említenek: a keleti raktárat, a Maat hajójának kialakított helyiséget, a „Szed-ünnepi palota” nevű csarnokot és Ré oltárát; emellett részletesen leírják az áldozatokat is, amelyek a Noferirkaré-piramis halotti templomába érkeztek. Úgy tűnik, a naptemplom lehetett az uralkodó halotti kultuszának valódi központja. A hely beazonosításához fontos információnak számít az a megjegyzés, hogy az áldozatokat hajóval szállították a templomba. Úgy tűnik, a naptemplom nem Noferirkaré abuszíri piramisa közvetlen közelében állt. A templomnak magas rangú hivatalnokok voltak a papjai, úgymint Kaiemked, Szesemu és Sepszeszkafanh.

## Helye
Nem világos, miért nem ismert ennek a viszonylag jól dokumentált templomnak az elhelyezkedése. Herbert Ricke feltételezte, hogy a templom azonos azzal az épülettel, amelyet ma Uszerkaf naptemplomaként ismerünk Abuszír közelében, Abu Gurábban, de feliratos bizonyíték nem utal arra, hogy Noferirkaré bármennyit is épített volna ebből az épületből. Egy lehetséges nyom Niuszerré naptemplomának, a Seszepibrének az építési módja: ez az épület eredetileg vályogtéglából épült, és csak később építették újjá kőből. Lehetséges, hogy Noferirkaré templomát is tervezték kőből újjáépíteni, mivel azonban a király csak rövid ideig ült a trónon, végül az építkezésre nem került sor, az eredeti téglaépület pedig elpusztult.

## Fordítás
- Ez a szócikk részben vagy egészben  a   Sonnenheiligtum des Neferirkare című német Wikipédia-szócikk ezen változatának fordításán alapul.  Az eredeti cikk szerkesztőit annak laptörténete sorolja fel. Ez a jelzés csupán a megfogalmazás eredetét és a szerzői jogokat jelzi, nem szolgál a cikkben szereplő információk forrásmegjelöléseként.